# Культурный мулат
Культурный мулат (англ. Cultural mulatto) — термин, введённый американским писателем и сценаристом Треем Эллисом в эссе 1989 года «Новая чёрная эстетика» (англ. The New Black Aesthetic). В то время как термин «мулат» обычно относится к человеку смешанного происхождения (от представителей чёрной и белой расы), «культурный мулат» определяется Эллисом как высокообразованный афроамериканец, обычно принадлежащий к среднему или высшему среднему классу и поэтому легко ассимилируемый в социальные круги, традиционно считавшиеся «белыми».

## Описание
Эллис пишет: «Точно так же, как генетический мулат — это человек от родителей из разных рас, который часто может прекрасно ладить со своими белыми бабушкой и дедушкой, культурный мулат, воспитанный на многорасовом смешении культур, также может легко ориентироваться в белом мире». По его мнению, культурные мулаты умело переключают коды (чередуя несколько языков во время разговора), и им может быть одинаково комфортно как с чёрными, так и с белыми. Члены New Black Aesthetic обычно являются культурными мулатами. Их способность легко взаимодействовать как с черными, так и с белыми в конечном счёте дает культурным мулатам возможность повышения своего социального статуса.

## Примеры
Примеры культурных мулатов, приводимые Эллисом, включают:
- Дочерей актёра и режиссёра Билла Косби[2]
- Экс-президента США Барака Обаму[2]
- Лизу Джонс[англ.] — выпускницу Йельского университета, основательницу «Rodeo Caldonia» (группа исполнительского искусства для чернокожих женщин)[1]
- Келли Джонс[англ.] — директора по визуальным искусствам Центра искусств «Jamaica» (Нью-Йорк)[1]